# امپارو، پارایبا
امپارو، پارایبا (به پرتغالی: Amparo, Paraíba) یک سکونتگاه مسکونی در برزیل است که در پارائیبا واقع شده‌است.